# Conalcaea miguelitana
Conalcaea miguelitana är en insektsart som beskrevs av Scudder, S.H. 1897. Conalcaea miguelitana ingår i släktet Conalcaea och familjen gräshoppor. Inga underarter finns listade i Catalogue of Life.